# Louis Verdet
Pour les articles homonymes, voir Verdet.
Louis Verdet (25 mars 1744, Nancy - 11 mai 1819, Sarreguemines), est un prêtre et homme politique français, député aux États généraux de 1789.

## Biographie
Il était curé à Vintranges, quand il fut élu, le 30 mai 1789, député du clergé aux États généraux par le bailliage de Sarreguemines. Il renonça à ses bénéfices le 4 août, et, le 12 septembre 1789, remit une souscription patriotique de 264 livres pour lui et pour le curé d'Hélimar. Il siégea obscurément dans la minorité, et ne reparut plus sur la scène politique après la session.

## Sources bibliographiques
- « Louis Verdet », dans Adolphe Robert et Gaston Cougny, Dictionnaire des parlementaires français, Edgar Bourloton, 1889-1891 [détail de l’édition] [texte sur Sycomore].